# Памятник Хосе де Сан-Мартину (Вашингтон)
«Мемориал Генерала Хосе де Сан-Мартина» (англ. General Jose de San Martin Memorial) — памятник работы скульптора Огюста Дюмона, посвящённый Хосе де Сан-Мартину и установленный в центре Вашингтона — столицы США.

## Сан-Мартин и Америка

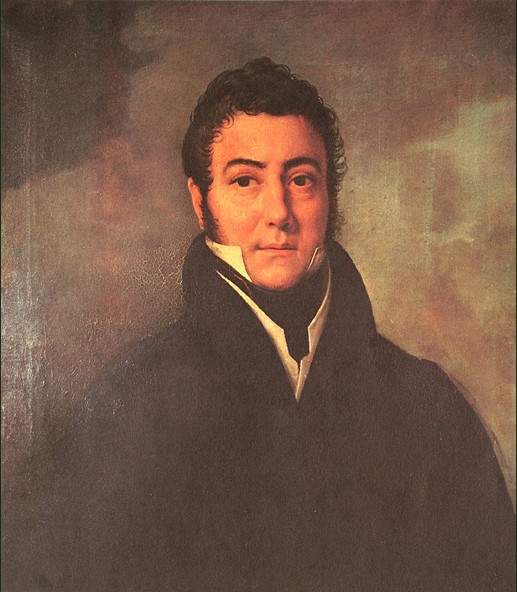
Портрет Сан-Мартина кисти Франсуа-Жозефа Навеза, 1824 год.

Хосе де Сан-Мартин (1778—1850) считается одним из отцов независимости Аргентины, выступавшим за единство всех народов Южной Америки. Родившись в аристократической семье колониального чиновника, в возрасте шести лет он был перевезён в Испанию, где получил военное образование. Прослужив 20 лет в испанской армии, Сан-Мартин получил звание подполковника кавалерии и в течение трёх лет участвовал в сопротивлении вторжению наполеоновских войск. Не являясь поклонником традиционной абсолютной монархии и существующей колониальной системы, в 1811 году он решил уйти в отставку с военной службы, а после встречи с революционно настроенными американцами в Лондоне и провозглашения независимости Аргентины от Испании в 1812 году, Сан-Мартин отплыл в Буэнос-Айрес для того, чтобы помочь революционному правительству и предложить свою помощь в борьбе за свободу. Умея мыслить масштабно и обладая талантом организатора, он быстро пришел к выводу, что ключом к обеспечению полной независимости Соединённых провинций Ла-Платы является освобождение Перу — бастиона испанского владычества в Южной Америке. Став губернатором Куйо, провинции на границе с Перу, Сан-Мартин использовал все силы и имеющиеся ресурсы для набора и обучения армии, параллельно став соучредителем «Ложи Лаутаро», имевшей целью освобождение всего континента. В 1813 году он принял участие в первом своём сражении на территории Южной Америки — в битве при Сан-Лоренцо, в которой одержал победу над испанцами, после чего был послан правительством в северные провинции Аргентины для усмирения роялистов, однако в 1814 году отошёл от дел из-за болезни. Появившееся свободное время Сан-Мартин использовал для подготовки стратегических планов вторжения в Перу, будучи переназначенным на пост губернатора. Наконец, в 1817 году он осуществил опасный 24-дневный переход через Анды, после которого победил испанские войска в битве при Чакабуко, а в 1818 году выиграл битву при Майпу, полностью разгромив силы роялистов в Чили. Отказавшись от предложения возглавить страну в пользу своего друга Бернардо О’Хиггинса, Сан-Мартин предпринял попытку договориться с роялистами о добровольном преобразовании Перу в независимую монархию, Потерпев неудачу, он пришёл к выводу о неизбежности использования военной силы и воспользовавшись услугами Томаса Кокрейна, собрал личный флот, высадился в Перу, где встретился с повстанческими чилийскими войсками и взял Лиму. Провозгласив себя «протектором» независимого Перу, Сан-Мартин не наделил себя полной властью, безрезультатно потратил почти два года на попытки формирования правительства и после практически полного развала армии, в 1822 году на конференции в Гуаякиле попросил помощи у Симона Боливара. Однако встреча обернулась столкновением республиканизма Боливара, имевшего почти диктаторские полномочия в качестве президента Великой Колумбии, и глубоким убеждением Сан-Мартина, что только либерально-конституционная монархия может обеспечить порядок в независимой Южной Америке, несмотря на то, что оба они были привержены идее независимости Южной Америки и были готовы продолжать революцию. Не придя к договорённости о создании единого правительства и продемонстрировав полное отсутствие личных амбиций и стремления к диктату, несвойственное его современникам, Сан-Мартин заявил, что «в Перу нет достаточного места для Боливара и меня», после чего подал в отставку и вернулся в Буэнос-Айрес, прежде чем отправился в добровольное изгнание в Европу. Сделав вывод о невозможности внесения своего вклада в строительство новой нации, Сан-Мартин всё же «оказывал моральную поддержку защитникам американского суверенитета» до самой своей смерти во Франции.

## История

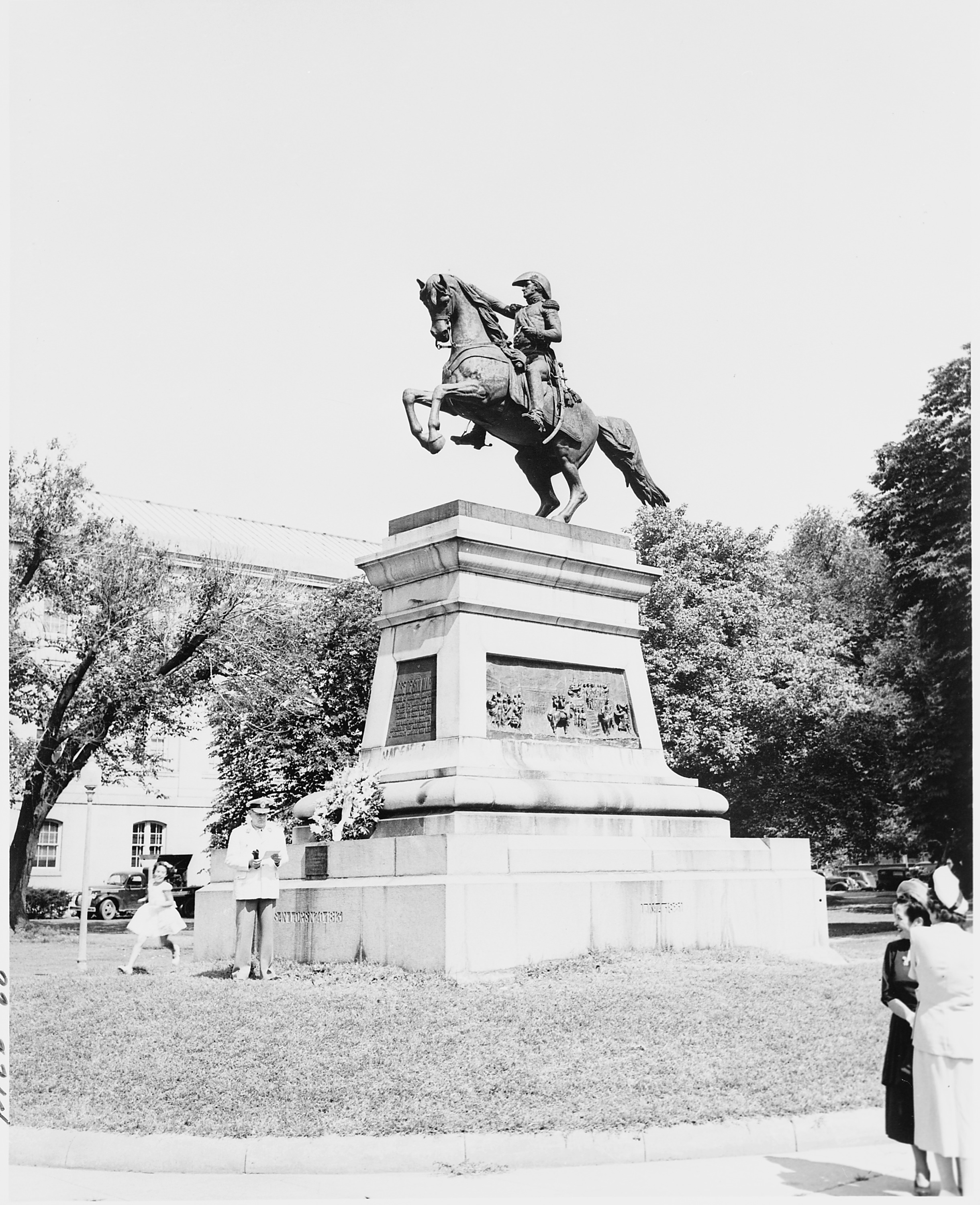
Памятник на Джудикери-сквер, 1948 год.

В 1924 году правительство и народ Аргентины решили подарить США точную копию медной конной статуи Сан-Мартина работы французского скульптора Огюста Дюмона, установленной в 1862 году на Марсовой площади в Буэнос-Айресе. Сооружение памятника на федеральной земле было утверждено Конгрессом США 7 июня 1924 года. Торжественное открытие состоялось 28 октября 1925 года при участии президента США Калвина Кулиджа.
Первоначально памятник находился в центре Джудикери-сквер рядом с зданием Апелляционного суда Округа Колумбия, зданием Верховного суда Округа Колумбия, зданием Апелляционного суда США для вооружённых сил и Пенсион-билдинг, на Пенсильвания-авеню у Капитолия и Белого дома. Он стоял на постаменте из полированного аргентинского гранита и кирпича с песком из Сан-Лоренсо. На задней части постамента располагалась бронзовая мемориальная доска, в надписи на которой проводились параллели между Сан-Мартином и Джорджем Вашингтоном, разделявшими идеалы демократии, справедливости и свободы. В 1973 году, во время строительства метро у площади статуя была снята с постамента и перевезена на склад компании-подрядчика «Roubin and Janeiro», а доска была передана в посольство Аргентины, где и хранится до сих пор. Новый постамент был выполнен по проекту архитекторов Альберто Галли Кантильо и Турмана Д. Донована при участии ландшафтного архитектора Эндрю Х. Балдерсона, фирм «Donovan, Feola, Balderson and Associates» и «Jolles Construction Company», и 6 октября 1976 года состоялось второе открытие памятника.
В 1993 году памятник был описан «Save Outdoor Sculpture!». 12 октября 2007 года памятник под номером 07001059 был включён в Национальный реестр исторических мест. По сложившейся традиции каждый год в день смерти Хосе де Сан-Мартина у памятника проходит памятная церемония.

## Расположение

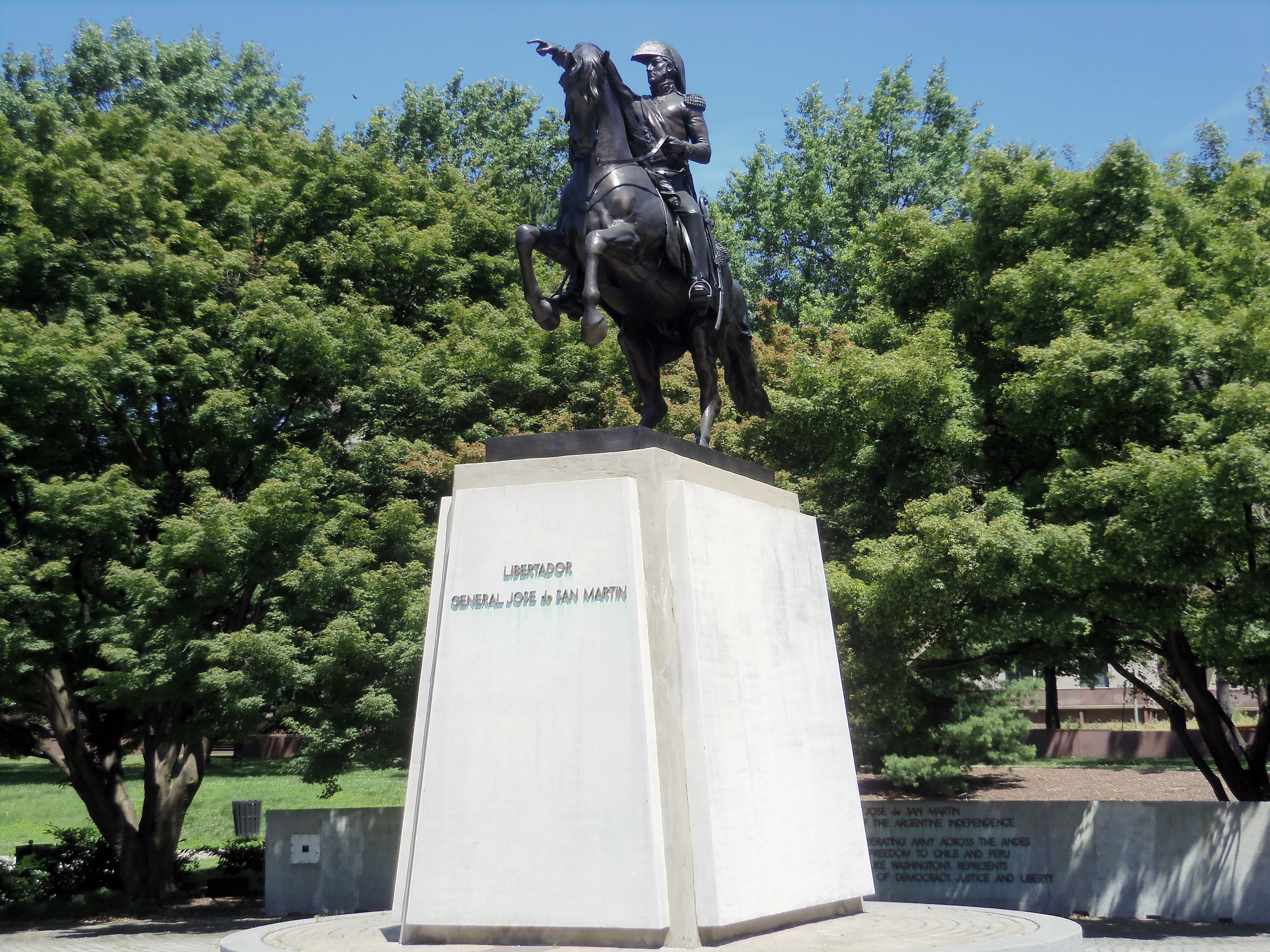
Статуя Сан-Мартина, 2013 год.

Памятник находится у штаб-квартиры Организации американских государств к востоку от здания Государственного департамента США, вдоль Виргиния-авеню на 20-й и 21-й улицах близ станции метро «Фаррагут-Уэст» в квартале Фогги-Боттом на северо-западе города Вашингтон, являясь частью скульптурной серии «Статуи освободителей», включающей в себя ещё четыре статуи.

## Архитектура
Бронзовая статуя изображает Хосе де Сан-Мартина одетым в военную форму и сидящим верхом на вставшей на дыбы лошади. Указательным пальцем поднятой вверх правой руки он указывает вдаль. Скульптура стоит на высоком прямоугольном постаменте из бетона, располагающемся на круглой каменной платформе, находящейся в центре площади и окружённой полукруглыми гранитными скамьями. В склепе спереди основания заложена капсула времени, содержащая информацию о памятнике. На передней части постамента размещена надпись — «ОСВОБОДИТЕЛЬ/ГЕНЕРАЛ ХОСЕ де САН-МАРТИН» (англ. LIBERTADOR/GENERAL JOSE de SAN MARTIN). В фундамент основания перед памятником вмонтированы бронзовые доски в память о визите к памятнику президентов Аргентины Карлоса Менема и Рауля Альфонсина. На длинной мемориальной доске позади памятника выбит текст:

ХОСЕ де САН-МАРТИН
ОСНОВАТЕЛЬ НЕЗАВИСИМОСТИ АРГЕНТИНЫ
ОН ПРОВЁЛ АРМИЮ ОСВОБОЖДЕНИЯ ЧЕРЕЗ АНДЫ
И ДАЛ СВОБОДУ ЧИЛИ И ПЕРУ
ЕГО ИМЯ НАРАВНЕ С ВАШИНГТОНОМ ПРЕДСТАВЛЯЕТ
АМЕРИКАНСКИЙ ИДЕАЛ ДЕМОКРАТИИ, СПРАВЕДЛИВОСТИ И СВОБОДЫ
Оригинальный текст (англ.)JOSE de SAN MARTIN
FOUNDER OF THE ARGENTINE INDEPENDENCE
HE LED THE LIBERATING ARMY ACROSS THE ANDES
AND GAVE FREEDOM TO CHILE AND PERU
HIS NAME LIKE WASHINGTON'S REPRESENTS
THE AMERICAN IDEAL OF DEMOCRACY, JUSTICE AND LIBERTY

## Второй памятник Сан-Мартину в США
В 1950 году вторая копия памятника из Буэнос-Айреса была подарена Нью-Йорку и установлена в Центральном парке на северной оконечности Авеню Америк рядом со статуями Симона Боливара и Хосе Марти.